# Florambel de Lucea
Florambel de Lucea es un libro de caballerías español escrito por el Francisco de Enciso Zárate (m. 1570), natural de La Rioja, quien dedicó la obra a don Pedro Álvarez de Osorio, al Marqués de Astorga, de quien era secretario.
El nombre del protagonista, Florambel, ya había aparecido en el libro de caballerías portugués Cronica do emperador Clarimundo, de João de Barros (1522), pero mientras que el héroe de Florambel de Lucea es un príncipe de Escocia, el personaje de Clarimundo, Florambel el Mañoso, es hijo del rey Brisando de Dacia y de su esposa la princesa húngara Apiana, tía de Clarimundo. 
Florambel de Lucea consta de tres tomos: 
El primer tomo, que consta de tres partes, se publicó por primera vez en Valladolid en 1532, en la imprenta de Nicolás Tierri, y relata las aventuras del príncipe Florineo de Escocia, hijo del rey Aquilanio de Escocia, y sus hijos Florambel de Lucea, Lidiarte del Fondovalle, Leoncides del Ojo Blanco y Lerínter de Escocia, así como de otros caballeros amigos de estos, tales como el rey Olivano de Irlanda y el príncipe Corineo de Inglaterra,. Se reimprimió en Sevilla en 1548, en la imprenta de Antonio Álvarez.
El segundo tomo, que se publicó en Sevilla en 1548, en la imprenta de Antonio Álvarez, incluye la cuarta parte y la quinta, relata nuevas aventuras de Florambel y sus amores con la princesa Graselinda, hija del rey de Inglaterra. Al final de la quinta parte, Florambel es elegido emperador de Alemania y se casa con Graselinda.
Del tercer tomo, que nunca se imprimió, hay manuscrito (Terçera parte de la historia del imbençible caballero don Florambel de Luçea emperador de Alemania) en dos códices conservados en la Biblioteca Real de Madrid y en la Biblioteca Nacional de España.
Los dos primeros tomos se presentan como originalmente escritos por el sabio Cipriano, un venerable ermitaño que educa a Florambel en la fe cristiana y lo bautiza; a la muerte de Cipriano, el tercer tomo fue escrito por la Dueña del Fondo Valle, sabia protectora de Florineo de Escocia y sus hijos.  

## Cervantes yFlorambel de Lucea
Miguel de Cervantes no nombró el Florambel de Lucea en el Quijote, pero sí lo había leído, como lo demuestra la referencia del canónigo (capítulo XLVII de la Primera parte del Quijote) a una torre llena de caballeros que viajaba por mar: desde los primeros capítulos del primer libro de Florambel aparece una torre así, obra de la Dueña del Fondo Valle, en la cual efectúan numerosos viajes los Caballeros de las Flores de Plata, que entre otras cosas llegan en ella a Niquea y en el castillo de Rocaferro liberan al joven Florambel, encantado allí por un sabio pagano llamado Adriacón.

## Traducciones
Los dos primeros tomos del Florambel de Lucea fueron traducidos al italiano por Mambrino Roseo (La prima parte dell'historia del valorosissimo cavalliero don Florambello di Lucea. Tradotta novamente per m. Mambrino Roseo da Fabriano di spagnuolo nella lingua italiana, Venecia, Michele Tramezzino, 1560).